# Wow (Inna)
Wow è il quinto ed ultimo singolo estratto dall'album I Am the Club Rocker della cantante rumena Inna. Scritta dal trio di produttori Play & Win, è stata caricata in un primo momento sul canale YouTube della cantante in occasione dell'uscita dell'album assieme ad altre due tracce. È stata poi confermata come singolo digitale nella primavera 2012.

## Esibizioni Live
Su YouTube, la cantante ha eseguito la canzone in un'ambientazione simile al suo video musicale il 3 marzo 2012 per celebrare i cinque milioni di fan sulla sua pagina Facebook. La consegna vocale di Inna e la strumentazione live sono state elogiate da un editore di Urban.ro. Ha anche tenuto una performance dal vivo di "Wow" al "World Trade Center" di Città del Messico nel settembre 2012 insieme ad altro materiale di "I Am the Club Rocker".

## Video musicale
Il videoclip è stato filmato tra gennaio e febbraio 2012, su una spiaggia rumena sul Mar Nero. Prima di pubblicarlo, Inna ha caricato un'anteprima del video sul suo canale YouTube il 28 marzo 2012. Il video è stato poi lanciato il 20 aprile 2012.
Il video mostra Inna e un gruppo di amici che si divertono in un giorno di sole in spiaggia. Inna nel video parla anche in spagnolo, lingua con cui ha familiarizzato durante il tour in Messico, citando la frase "Oye, ¿cúanto tiempo tenemos más hasta la playa?". Nel videoclip improvvisamente una palla la colpisce e sviene, sognando ambientazioni ispirate ad Alice nel Paese delle Meraviglie e a Biancaneve e i sette nani.

## Tracce
- Francia Digital Download (2012)[8]

1. Wow - 3:09

- Messico Digital Download (2012)[9]

1. Wow - 3:09
2. Wow (Timmy Rise & Barrington Lawrence Remix) - 6:52
3. Wow (Live Version) - 3:22
4. Wow (Casey & Moore VS. Sandro Bani Remix) - 6:02
5. Wow (JRMX Club Mix) - 7:37
6. Wow (JRMX Dub Mix) - 7:38
7. Wow (JRMX Edit) - 3:54
8. Wow (Starz Angels M***** F***** Club Remix) - 6:16
9. Wow (Starz Angels M***** F***** Dub Remix) - 6:16
10. Wow (Starz Angels M***** F***** Radio Remix) - 3:46
11. Wow (Steve Roberts Extended Remix) - 3:53
12. Wow (Steve Roberts Radio Edit Remix) - 2:24
13. Wow (Beenie Becker Club Edit) - 4:41
14. Wow (Beenie Becker Radio Edit) - 3:11

- Italia Digital Download (2012)[10]

1. Wow - 3:09
2. Wow (Live Version) - 3:22
3. Wow (Casey & Moore VS. Sandro Bani Remix) - 6:02
4. Wow (Timmy Rise & Barrington Lawrence Remix) - 6:52
5. Wow (Beenie Becker Club Edit) - 4:41
6. Wow (Steve Roberts Extended Remix) - 3:53
7. Wow (Starz Angels M***** F***** Club Remix) - 6:16
8. Wow (Starz Angels M***** F***** Dub Remix) - 6:16
9. Wow (JRMX Club Mix) - 7:37
10. Wow (JRMX Dub Mix) - 7:38

- Francia Remixes CD Singolo (2012)[11]

1. Wow - 3:09
2. Wow (Fred Pellichero Remix) - 3:02
3. Wow (Beenie Becker Radio Edit) - 3:11
4. Wow (Muttonheads Radio Edit) - 3:08
5. Wow (Steve Roberts Radio Edit Remix) - 2:24
6. Wow (Franck Dona Radio Edit) - 3:20
7. Wow (JRMX Edit) - 3:54
8. Wow (Starz Angels M***** F***** Radio Remix) - 3:46
9. Wow (Live Version) - 3:22
10. Wow (Fred Pellichero Extended Remix) - 5:04
11. Wow (Beenie Becker Club Edit) - 4:41
12. Wow (Muttonheads Extended Remix) - 5:23
13. Wow (Steve Roberts Extended Remix) - 3:53
14. Wow (Muttonheads Extended) - 4:23
15. Wow (Steve Roberts Extended Remix) - 3:53
16. Wow (Franck Dona Extended Remix) - 5:12
17. Wow (Timmy Rise & Barrington Lawrence Remix) - 6:52
18. Wow (JRMX Club Mix) - 7:37
19. Wow (Casey & Moore VS. Sandro Bani Remix) - 6:02
20. Wow (Starz Angels M***** F***** Club Remix) - 6:16

- US CD Singolo Maxi (2012)[12]

1. Wow - 3:09
2. Wow (Timmy Rise & Barrington Lawrence Remix) - 6:52
3. Wow (Casey & Moore VS. Sandro Bani Remix) - 6:02
4. Wow (JRMX Edit) - 3:54
5. Wow (Starz Angels M***** F***** Radio Remix) - 3:46
6. Wow (Steve Roberts Radio Edit Remix) - 2:24
7. Wow (Beenie Becker Radio Edit) - 3:11
8. Wow (Extended Version) - 4:37

- US Digital Download (2012)[13]

1. Wow - 3:09
2. Wow (Timmy Rise & Barrington Lawrence Remix) - 6:52
3. Wow (Live Version) - 3:22
4. Wow (Casey & Moore VS. Sandro Bani Remix) - 6:02
5. Wow (JRMX Club Mix) - 7:37
6. Wow (JRMX Dub Mix) - 7:38
7. Wow (JRMX Edit) - 3:54
8. Wow (Starz Angels M***** F***** Club Remix) - 6:16
9. Wow (Starz Angels M***** F***** Dub Remix) - 6:16
10. Wow (Starz Angels M***** F***** Radio Remix) - 3:46
11. Wow (Steve Roberts Extended Remix) - 3:53
12. Wow (Steve Roberts Radio Edit Remix) - 2:24
13. Wow (Beenie Becker Club Edit) - 4:41
14. Wow (Beenie Becker Radio Edit) - 3:11
15. Wow (Extended Version) - 4:37

- Francia Vinil Released (2012)[14]

1. Wow (Play & Win Extended Original Mix) - 5:08 (A-Side 1)
2. Wow (Muttonheads Extended Remix) - 4:25 (A-Side 2)
3. Wow (Fred Pellichero Extended Remix) - 5:04 (B-Side 1)
4. Wow (Frank Dona Club Mix) - 5:15 (B-Side 2)

## Classifiche
| Classifica (2012) | Posizione massima |
| ----------------- | ----------------- |
| Romania           | 10                |
| Russia            | 171               |

## Date di pubblicazione
| Paese       | Data              | Formato           | Etichetta/e     |
| ----------- | ----------------- | ----------------- | --------------- |
| Messico     | 20 aprile 2012    | Download digitale | +Mas Label/EMPO |
| Italia      | 20 aprile 2012    | Download digitale | Do It Yourself  |
| Francia     | 23 aprile 2012    | CD Singolo Maxi   | Airplay Records |
| Romania     | 26 aprile 2012    | Airplay           | Roton           |
| Stati Uniti | 26 aprile 2012    | CD Singolo Maxi   | Ultra Records   |
| Regno Unito | 26 aprile 2012    | Digital Download  | 3Beat           |
| Stati Uniti | 15 maggio 2012    | Digital Download  | Ultra Records   |
| Francia     | 17 settembre 2012 | Vinile            | Ibiza Club 85   |